# Babushka Lady

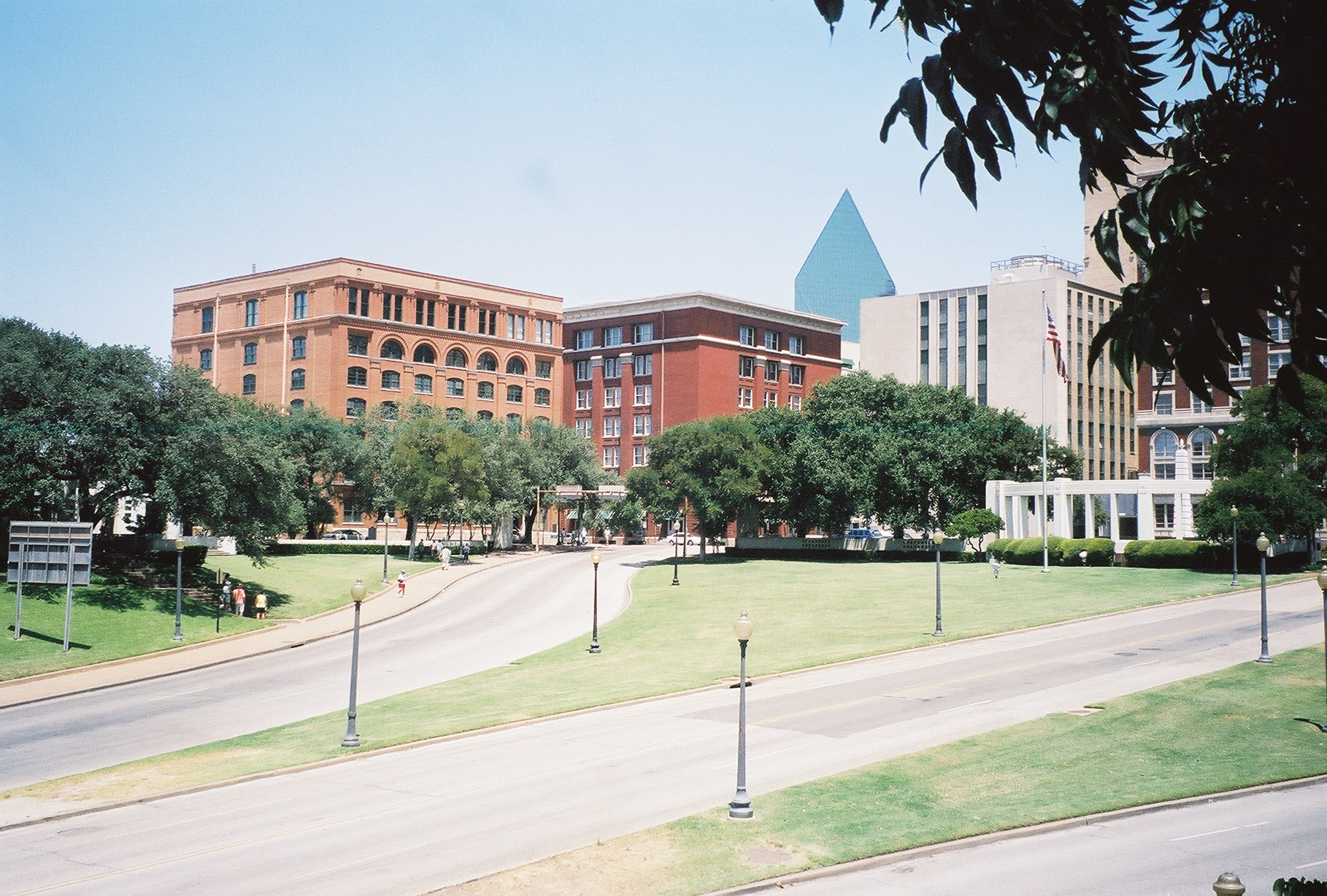
Náměstí Dealey Plaza – Babushka Lady stála na travnaté ploše uprostřed snímku

Babushka Lady (čti Bábuška lejdy) je přezdívka označující dodnes neidentifikovanou ženu, která se v době atentátu na Johna Fitzgeralda Kennedyho, 35. prezidenta Spojených států amerických, nacházela na dallaském náměstí Dealey Plaza, kde byl prezident zavražděn. Přezdívku „Bábuška lejdy“ získala podle šátku, který měla v tu dobu na hlavě, připomínajícího tradiční pokrývku žen na ruském venkově (бабушка – bábuška – totiž v ruštině znamená „babička“ či „stařenka“). 
Přítomnost této ženy v místě atentátu potvrdila jednak řada očitých svědků, je však doložena i fotografickými a filmovými materiály, je vidět např. na filmu Marie Muchmoreové nebo na několika snímcích ze Zapruderova filmu. Prokazatelně stála na travnaté ploše mezi ulicemi Elm a Main Street a pomocí kamery filmovala průjezd autokolony prezidenta Kennedyho přes Dealey Plaza. Po zaznění výstřelů tato žena přeběhla silnici Elm Street a přidala se k davu svědků, běžících směrem k travnatému pahorku (anglicky Grassy Knoll), pátrajíc po domnělém střelci. Naposledy byla tato žena viděna ve východní části Elm Street, poté již o ní neexistují žádná další svědectví či důkazy. Bábuška lejdy nebyla nikdy spolehlivě identifikována a nikdy se nepodařilo zajistit film, který toho dne natočila. 